# USS Triton (SSN-586)
USS Triton (SSRN/SSN-586) — американская атомная подводная лодка, единственный представитель своего типа. Известна тем, что в начале 1960 года совершила первое в мире подводное кругосветное плавание (операция Sandblast).
Единственная американская подводная лодка с двумя ядерными реакторами. Проектировалась как подводная лодка радиолокационного дозора, затем переоборудована в многоцелевую. В момент вступления в строй в 1959 году это была самая большая и дорогая ($109 млн, включая ядерное топливо) подводная лодка в мире.
В 1962 году, с началом производства самолёта ДРЛО WF-2 Tracer, функция радиолокационного дозора стала неактуальной, лодка была переоборудована в многоцелевую и в 1964 году стала флагманом атлантических подводных сил. В 1969 году она первой из американских атомных подводных лодок была выведена из состава флота. До 1993 года лодка находилась на стоянке резервного флота в Норфолке, несмотря на то, что была вычеркнута из военно-морского регистра в 1986 году. В 1993 году лодка была отбуксирована на верфь Пьюджет-Саунд и встала на очередь утилизации по программе утилизации атомных кораблей и подлодок.
1 октября 2007 года «Тритон» встал в док на утилизацию, которая была завершена 30 ноября 2009 года.

## История

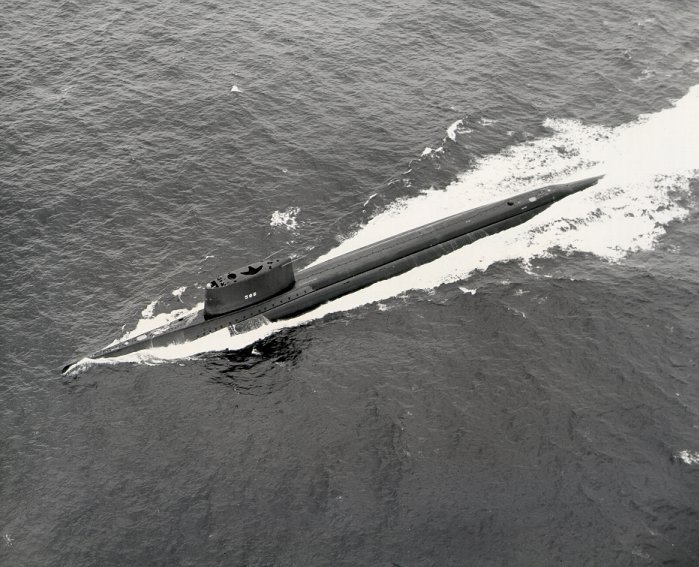
Испытательное плавание (27 сентября 1959)

«Тритон» относится к атомным подводным лодкам первого поколения вместе с SSN-571 Nautilus, SSN-575 Seawolf, SSN-587 Halibut, а также лодками типа SSN-578 Skate. Наряду с обычной службой в ВМС США эти лодки играли также роль экспериментальных кораблей. «Наутилус» открыл эпоху атомных подводных лодок. На «Сивулфе» впервые был установлен реактор с жидкометаллическим теплоносителем, где в качестве теплоносителя вместо воды высокого давления использовался жидкий натрий. «Хэлибат» был первой стратегической атомной подлодкой, построенной в соответствии с доктриной ядерного сдерживания и вооружённой крылатыми ракетами Regulus. «Скейт» положил начало первой серии атомных подводных лодок (всего построено 4 лодки). Уникальным вкладом «Тритона» в развитие подводного атомного флота стала двухреакторная конфигурация энергетической установки, которая обеспечивала высокую скорость, необходимую для обеспечения радиолокационного дозора.
Подводные лодки радиолокационного дозора (SSR по классификации кораблей ВМС США) разрабатывались в послевоенный период для разведки, электронного наблюдения и управления истребителями перехватчиками для передовых сил флота. В отличие от эсминцев, использовавшихся для радиолокационного дозора в годы Второй мировой войны, подводные лодки обладали большей скрытностью и могли погрузиться в случае обнаружения противником. В соответствии с программой Migraine (рус. мигрень), для радиолокационного дозора были конвертированы старые дизель-электрические подводные лодки, а также выпущены две подводные лодки специальной постройки — USS Sailfish (SSR-572) и USS Salmon (SSR-573). Однако эти лодки не могли поддерживать высокую скорость подводного хода, необходимую для действий в составе быстроходных оперативных групп.
Естественным выходом из этой ситуации было использование атомных лодок. «Тритон» был разработан в середине 1950-х годов как корабль радиолокационного дозора, действующий в составе авианосных соединений. Благодаря двум ядерными реакторам проектная скорость «Тритона» составляла 28 узлов как на поверхности, так и под водой. 27 сентября 1959 года во время ходовых испытаний «Тритон» превысил рубеж 30 узлов.
«Тритон» стал единственной атомной подводной лодкой, за исключением советских, построенной по двухреакторной схеме. Два его реактора
S4G
были морской версией наземного реактора
S3G.
Оба реактора были созданы в рамках программы SAR (англ. Submarine Advanced Reactor) совместно ВМФ США,
Комиссией по атомной энергии
и компанией General Electric Полная проектная мощность двух реакторов составляла 34 000 л. с., однако на ходовых испытаниях «Тритон» развил мощность 45 000 л. с. и, как утверждал его первый командир капитана 1 ранга Э. Бич (англ. Captain Edward L. Beach, Jr.), мог в случае необходимости достигнуть 60 000 л. с.

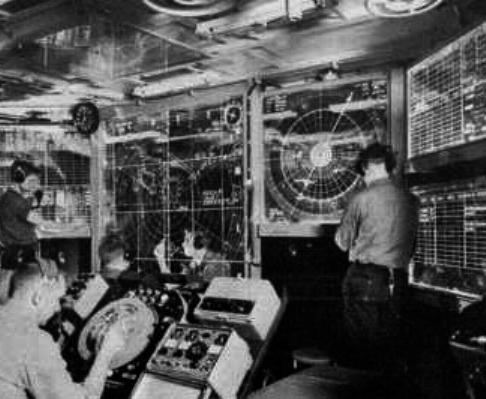
Табло статуса и консоли радаров в информационно-командном центре «Тритона»

Реактор № 1, расположенный спереди, обеспечивал паром носовое машинное отделение и винт правого борта. Реактор № 2 располагался сзади, обеспечивая паром кормовое машинное отделение и левый винт. Каждый реактор мог обеспечивать энергией обе турбины, в случае необходимости возможно было также перекрёстное включение реакторов. Это обеспечивало высокую надёжность двигательной установки, благодаря чему «Тритон» был выбран в качестве корабля для осуществления первого в мире подводного кругосветного плавания.
Двухреакторная энергетическая установка «Тритона» преследовала несколько военных и инженерных целей, в первую очередь обеспечение высокой скорости, необходимую для выполнения функций радиолокационного дозора. Конструкция энергетической установки «Тритона» до сих пор остаётся предметом споров и предположений. В начале 1950-х годов разработчики подразделения морских реакторов Комиссии США по атомной энергетике (англ. U.S. Atomic Energy Commission, AEC) были озабочены потенциальной ненадёжностью однореакторной установки для специальных операций, в первую очередь для плавания под арктическими льдами. Присутствие на «Тритоне» двух деаэрационных установок, которые обычно применяются только на надводных кораблях, наводят на мысль, что он использовался в качестве тестовой платформы для будущих многореакторных установок атомных фрегатов. Реакторы SAR были первыми серийными реакторами General Electric для ВМС США, и опыт их разработки использовался компанией в дальнейшей работе над реактором HPR (High Power Reactor), которая привела к созданию реакторов
D1G и
D2G, установленных на
надводных кораблях типа «Бейнбридж», «Тракстан», «Калифорния» и «Вирджиния». Кроме того, в ВМС США обсуждались пути улучшения эффективности подлодок, в первую очередь повышения подводной скорости. «Тритон» достиг высокой скорости скорее за счёт мощного двигателя, чем за счёт эффективной гидродинамической формы по типу «Альбакора». В дальнейшем применение оптимальной каплевидной формы корпуса на АПЛ «Скипджек» позволило достичь той же скорости с менее мощным двигателем.
Для обеспечения функции радиолокационного дозора «Тритон» первоначально был оснащён первым в ВМС США трёхкоординатным поисковым радаром с электронным сканированием AN/SPS-26, тестирование которого началось в 1953 году. Первый экземпляр был установлен на борту лидера «Норфолк», а в 1959 году таким же радаром был оснащён «Тритон». Благодаря электронному сканированию по углу места, AN/SPS-26 не нуждался в отдельном радаре для определения высоты цели. Версия AN/SPS-26 для подводных лодок, обозначенная как BPS-10, находилась на стадии проектирования и планировалась к установке на «Тритоне». Чтобы обеспечить обработку информации от этого радара, боевой информационный центр «Тритона» располагался в отдельном отсеке между реактором и оперативным отсеком (operations compartments).

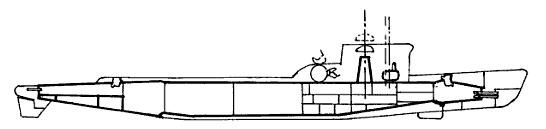
Проект атомной подводной лодки радиолокационного дозора (ок. 1954)

Проектирование подводной лодки радиолокационного дозора (SSRN) началось в 1954—1955 годах. В первоначальном проекте лодка имела трёхуровневый корпус с боевым информационным центром, расположенным на среднем уровне. Полная длина составляла 122 м, ширина — 11,6 м. Надводное водоизмещение — 4800 т, подводное — 6500 т. По результатам испытаний, проведённых в январе 1955 года, при мощности реактора SAR 34 000 л. с. надводная скорость составила 27 уз., подводная — 23 уз. Первоначально на «Тритоне» была установлена сдвоенная радарная установка, аналогичная неядерным лодкам радиолокационного дозора
«Сейлфиш»:
обзорный радар AN/BPS-2 и радар определения высоты AN/BPS-3, расположенные в высокой ступенчатой надстройке. Стоимость строительства оценивалась в $78 млн. В дальнейшем увеличение размеров реактора заставило разработчиков увеличить длину и тоннаж «Тритона» без уменьшения скорости. Установка трёхкоординатного радара AN/SPS-26 позволила отказаться от сдвоенного радара AN/BPS-2/3.
«Тритон» должен был стать головным кораблём большой серии подводных лодок радиолокационного дозора. В декабре 1955 года планировалось иметь пять авианосных ударных групп, в состав каждой из которых входили две подлодки этого типа. Всего планировалось иметь десять лодок — два неатомных типа «Сейлфиш» и восемь типа «Тритон». По мере возрастания стоимости постройки «Тритона», планы изменились. В 1957 году было решено сформировать одну атомную авианосную группу с четырьмя лодками типа «Тритон», и ещё четыре неатомных авианосных группы с двумя дизель-электрическими лодками радиолокационного дозора в каждой.

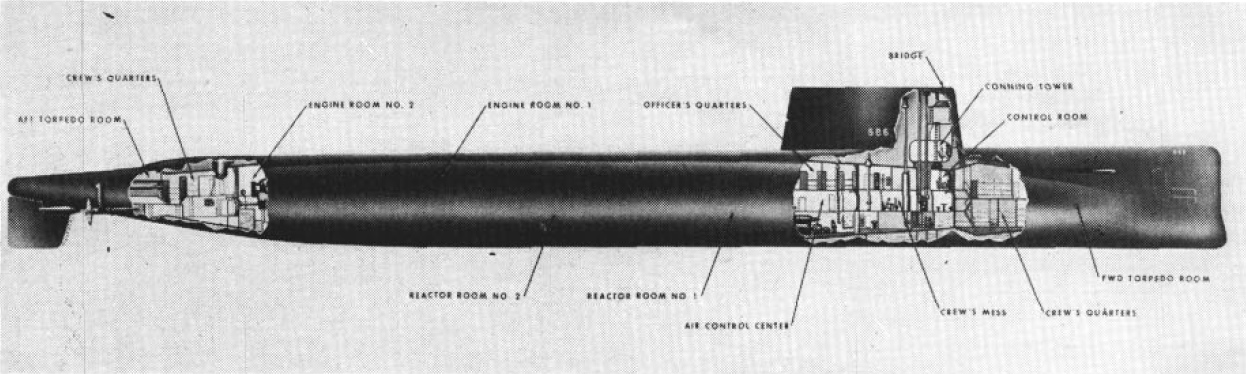
«Тритон» (1959)

На момент постройки «Тритон» был самой большой из когда-либо существовавших подводных лодок. Его заострённый нос с бульбообразной подводной частью обеспечивал хорошую мореходность в надводном положении. В дальнейшем мореходность была улучшена за счёт дополнительной плавучести (30 %), которую обеспечили 22 балластные цистерны, рекордное количество для американских подлодок. Он был последней американской подлодкой, которая имела боевую рубку, два винта и кормовые торпедные аппараты. Он имел самую большую в американском флоте надстройку (21,3 м в длину, 7,3 м в высоту и 3,7 м в ширину), которая предназначалась для размещения радара AN/SPS-26 в неактивном режиме. Он также имел отдельные помещения для рядового состава на 96 коек, две отдельных каюты для старших мичманов. При полной длине 136,4 м «Тритон» был самой длинной подлодкой, построенной в США, вплоть до 1979 года, когда была спущена на воду ПЛАРБ «Огайо».
| Характеристика          | Triton (SSRN-586) лодка радиолокационного дозора | I-400 подводный авианосец | Сюркуф подводный крейсер | Argonaut (SM-1, SS-166) подводный минный заградитель |
| ----------------------- | ------------------------------------------------ | ------------------------- | ------------------------ | ---------------------------------------------------- |
| Страна                  | Флаг США                                         | Флаг Японии               | Флаг Франции             | Флаг США                                             |
| Дата вступления в строй | 1959                                             | 1944                      | 1934                     | 1928                                                 |
| Длина                   | 136,4 м                                          | 121,9 м                   | 110,0 м                  | 116,1 м                                              |
| Ширина                  | 11,3 м                                           | 12,0 м                    | 9,0 м                    | 10,3 м                                               |
| Осадка                  | 7,2 м                                            | 7,0 м                     | 7,2 м                    | 4,9 м                                                |
| Надводное водоизмещение | 5963 т                                           | 5223 т                    | 3250 т                   | 2710 т                                               |
| Подводное водоизмещение | 7773 т                                           | 6560 т                    | 4304 т                   | 4228 т                                               |
| Примечания              | [ Note 1 ]                                       | [ Note 2 ]                | [ Note 3 ]               | [ Note 4 ]                                           |

## Обзор боевых систем
В качестве главного обзорного радара на «Тритоне» использовался трёхкоординатный радар AN/SPS-26 с максимальной дальностью 120 км и высотой сопровождения цели до 23 км. Благодаря электронному сканированию по углу места он не требовал отдельной антенны для определения высоты цели. В неактивном режиме радар опускался в специальное водонепроницаемое помещение в надстройке «Тритона». Версия радара SPS-26 для подводных лодок, получившая обозначение BPS-10, в момент постройки «Тритона» находилась в разработке и планировалась к установке на «Тритон» позднее
«Тритон» был оснащён активно-пассивной гидроакустической станцией AN/BQS-4, дальность обнаружения которой составляла для подводной лодки в надводном положении или под шноркелем в среднем 37 км, а при оптимальных условиях — до 65 км. Точность сопровождения составляла 5°. Внутрикорпусной пассивный сонар AN/BQR-2 дополнял функциональность AN/BQS-4, обеспечивая на дальности до 18 км точность сопровождения 0,1°, и использовался в системе управления торпедной стрельбой.
В качестве системы управления стрельбой использовалась Mk101 послевоенной разработки, которая обеспечивала слежение за целью по азимуту и дальности, и автоматически корректировала установки гироскопов торпед при движении цели Более ранние приборы управления торпедной стрельбой, разработанные до Второй мировой войны, требовали ручного введения координат цели в вычислитель. Однако, обеспечивая эффективное управление стрельбой по послевоенным неядерным лодкам, система демонстрировала меньшую эффективность в случае скоростных АПЛ.
Торпедное вооружение состояло из 6 торпедных аппаратов Mk60 (4 носовых и 2 кормовых) длиной 6,4 м с гидравлическим пуском торпед Mk37. Боезапас составлял 10 торпед в носовом отсеке и 5 в кормовом. Первому командиру «Тритона» Н. Бичу («Ned» Beach) удалось увеличить боезапас в носовом отсеке вдвое путём удаления одной из поддерживающих балок
Перископ «Тритона» имел встроенный секстант, разработанный Kollmorgen Optical Company, который позволял штурманам обозревать звёздное небо, чтобы получить точные координаты лодки.

## Строительство

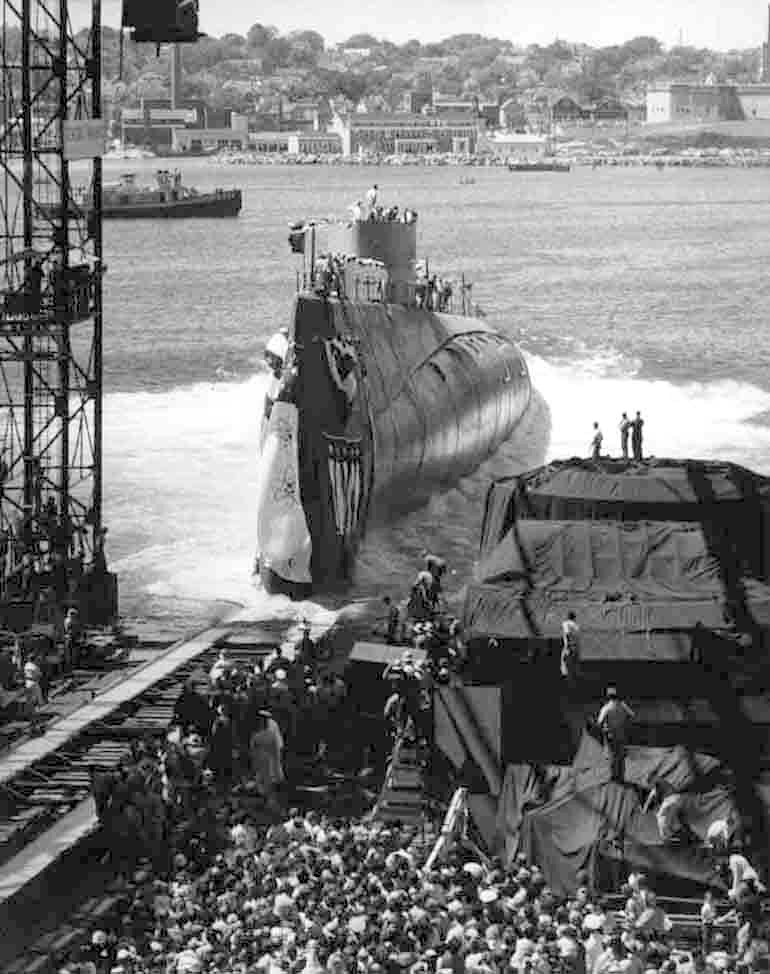
Спуск «Тритона» на воду 19 августа 1958 года

Финансирование «большой лодки радиолокационного дозора с двухреактороной энергетической системой», обозначенной как SCB 132, было утверждено в октябре 1955 года актом об ассигнованиях Министерства обороны США на 1956 финансовый год
Кораблестроительная программа ВМС США на 1956 год предусматривала строительство 8 подводных лодок, больше, чем в любом другом послевоенном году
5 из 8 подводных лодок были атомными: «Тритон», «Хэлибат», «Скипджек» и две последние лодки типа «Скейт» — «Сэрго» и «Сидрэгон». Кроме того, строились три дизель-электрические подводные лодки типа «Барбел», последние неатомные лодки, построенные для американского флота.
«Тритон был заложен» 29 мая 1956 года в Гротоне (шт. Коннектикут) на верфи Electric Boat компании General Dynamics. Большая длина лодки вызывала трудности при строительстве. Нос лодки загораживал проезд по рельсовым путям, использовавшимся для доставки материалов. В конце концов нижняя часть носа была демонтирована, а затем снова установлена за несколько дней до спуска на воду. 15-метровая кормовая оконечность лодки была смонтирована отдельно, а затем приварена к основной части корпуса. Была также срезана, а затем снова смонтирована верхняя часть надстройки высотой 3,6 м.
Даже после спуска на воду продолжались дискуссии о целесообразности использования «Тритона» в качестве лодки радиолокационного дозора. Внутренний меморандум ВМФ США предусматривал 4 вида специального использования подводных лодок: в качестве командного корабля (SSCN), корабля гидроакустического наблюдения, платформы для ракет «Регулус» (SSGN) постановщика мин (USS Argonaut (SS-166)). Все эти функции, за исключением командного корабля, требовали серьёзной реконструкции лодки
Ещё одна возможная миссия лодки — использование в качестве подводного буксира для спасения подлодок, вышедших из строя под арктическими льдами. Как утверждал первый командир «Тритона» капитан 1 ранга Эдвард Бич (captain Edward L. Beach), переоборудование лодки в этом направлении было бы «несложным и недорогим». Хотя «Тритон» обладал возможностями для плавания подо льдами, свидетельства его использования в качестве подводного буксира не известны

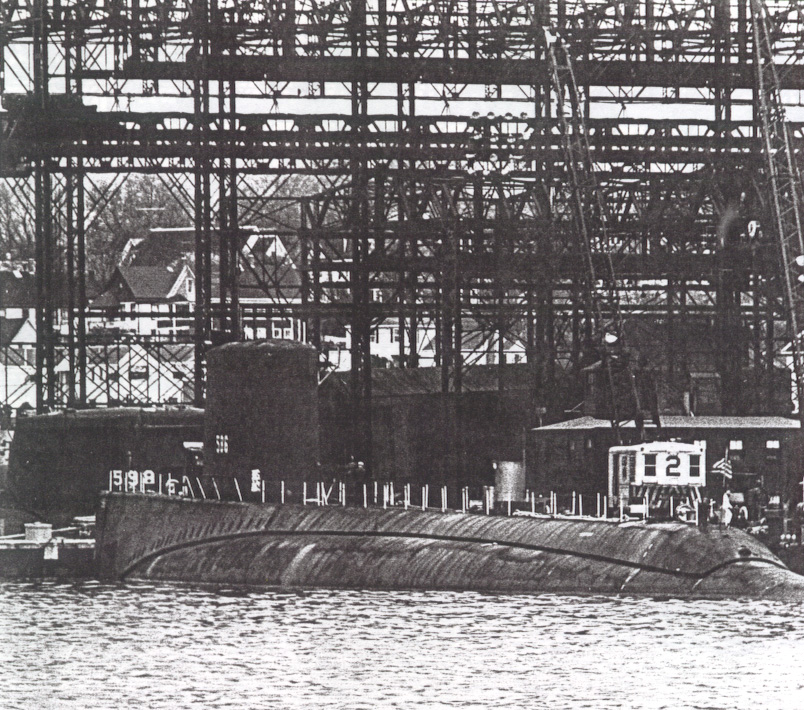
«Тритон» достравивается на плаву на верфи в Гротоне

«Тритон» был спущен на воду 19 августа 1958 года в присутствии 35 000 гостей. Спонсором выступила жена отставного вице-адмирала Джона Уиллса
(John Wills).
Присутствовали также главнокомандующий
Атлантическим командованием США адмирал
Джерольд Райт, главнокомандующий
Атлантическим флотом и командующий силами НАТО в
Атлантике
1 февраля 1959 года «Тритон» предварительно был введён в состав флота под командованием капитана 1 ранга Эдварда Бича (captain Edward L. Beach) 8 февраля 1959 года был запущен реактор № 2, 3 апреля того же года — реактор № 1.
Во время достройки на плаву отмечены два происшествия. 2 октября 1958 года, во время испытаний перед загрузкой ядерного топлива прорвало паровой клапан реактора № 2, из-за чего отсек оказался заполненным горячим паром. 7 апреля 1959 года при испытании масляной жаровни возник пожар, который распространился через вентиляционные трубы из камбуза в столовую. Оба происшествия были быстро взяты под контроль. Командир инженерного департамента капитан 3 ранга Лесли Келли (Lt. Commander Leslie B. Kelly) за оперативное устранение последствий инцидента 3 октября был награждён
медалью ВМФ и морской пехоты
Ходовые испытания «Тритона» начались 27 сентября 1959 года. В течение 5 дней оборудование лодки было полностью протестировано под непосредственным руководством Хаймана Риковера, руководителя реакторного отдела Бюро кораблей и капитана 1 ранга А. Смита (Captain A. C. Smith) куратора кораблестроительных программ Electric Boat Реакторы «Тритона» развили мощность 45 000 л. с., подводная скорость достигла проектной отметки 27 узлов, а надводная превысила 30 узлов
«Тритон» провёл 4-часовое подводное плавание при полной мощности реакторов и маневрирование с аварийным реверсом.
Единственной проблемой, возникшая во время испытаний, был перегрев системы смазки подшипника правого гребного вала. По рекомендации адмирала Риковера был установлен шланг для орошения корпуса подшипника забортной водой и назначен дежурный для слежения за температурой смазочного масла.
Предварительные приёмо-сдаточные испытания «Тритона» начались 20 сентября 1959 года. Испытания проводились под руководством контр-адмирала Ф. Маккоркла (Rear Admiral Francis Douglas McCorkle) из
Бюро инспекции и наблюдения.
За три дня испытаний «Тритон» был признан готовым к зачислению в состав ВМС США.

## История службы

### Зачисление в состав флота

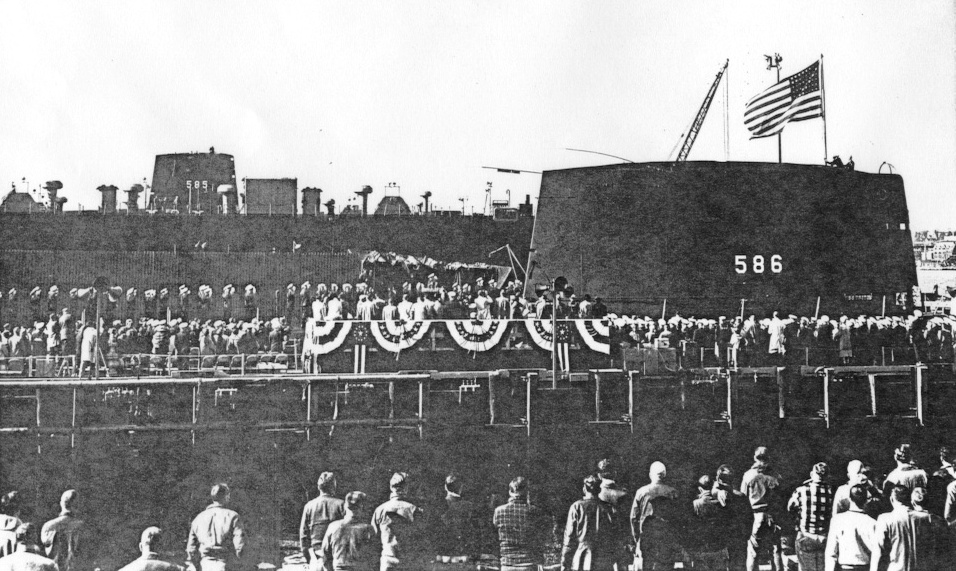
Церемония вступления «Тритона» в состав флота

«Тритон» был зачислен в состав флота 10 ноября 1959 года под командованием капитана 1 ранга Эдварда Бича. Во время церемонии вице-адмирал Бернард Остин (Vice Admiral Bernard L. Austin) заместитель начальника штаба ВМФ, сказал:
As the largest submarine ever built, her performance will be carefully followed by naval designers and planners the world over. For many years strategists have speculated on the possibilities of tankers, cargo ships and transports that could navigate under water. Some of our more futuristic dreamers have talked of whole fleets that submerge. Triton is a bold venture into this field.
Как самая большая из когда-либо построенных подводных лодок, «Тритон» станет примером для подражания конструкторов всего мира. Многие годы морские стратеги рассуждали о возможностях танкеров, грузовых судов и транспортов, способных плавать под водой. Футуристы говорили о целых подводных флотах. «Тритон» является прорывом в этой области.
На церемонии вдова контр-адмирала
Уиллиса Лента преподнесла подлинный корабельный колокол с первой подводной лодки «Тритон». Адмирал Лент был первым командиром первого «Тритона»
Акварельная картина, изображающая «Тритон», была подарена команде Американским обществом акварелистов.
Окончательная стоимость «Тритона», за исключением реакторов, ядерного топлива и других сопутствующих расходов, профинансированных
Комиссией США по атомной энергии,
составила $109 млн. На тот момент это была самая дорогая подводная лодка в мире.
Тритон был зачислен в состав 10-й
эскадры подводных лодок
под командованием контр-адмирала Тома Генри
Commodore Tom Henry), первого соединения, целиком укомплектованного кораблями с ядерной установкой, которая базировалась на Нью-Лондон (шт. Коннектикут)
«Тритон» прошёл тренировочные торпедные стрельбы и другие специальные тесты на базе ВМС США в Норфолке, после чего 7 декабря 1959 года вернулся на верфь Electric Boat для установки специального коммуникационного оборудования, включая прототип буксируемой системы связи BRA-3, которая располагалась специальном обтекателе в кормовой части главной палубы
В это время Electric Boat вела работы на двух первых ПЛАРБ «Джордж Вашингтон» и «Патрик Генри», которые должны были выйти на патрулирование в 1960 году, в связи с чем модернизация «Тритона» была отложена.
20 января 1960 года «Тритон» вновь вышел на ходовые испытания. 1 февраля начались приготовления к первому испытательному плаванию, которое было назначено на 16 февраля. Плавание проходило в водах Северной Европы, где «Тритон» взаимодействовал с флагманским кораблём
Второго флота
«Нортхэмптон». 1 февраля Э. Бич получил уведомление от командующего подводными силами Атлантического флота контр-адмирала
Лоренса Дэспита о том, что он приглашён в Пентагон на секретное совещание, которое состоится 4 февраля 1960 года. Совещание было посвящено операции «Sandblast» (рус. пескодувка), первому кругосветному плаванию под водой.

### Кругосветное плавание

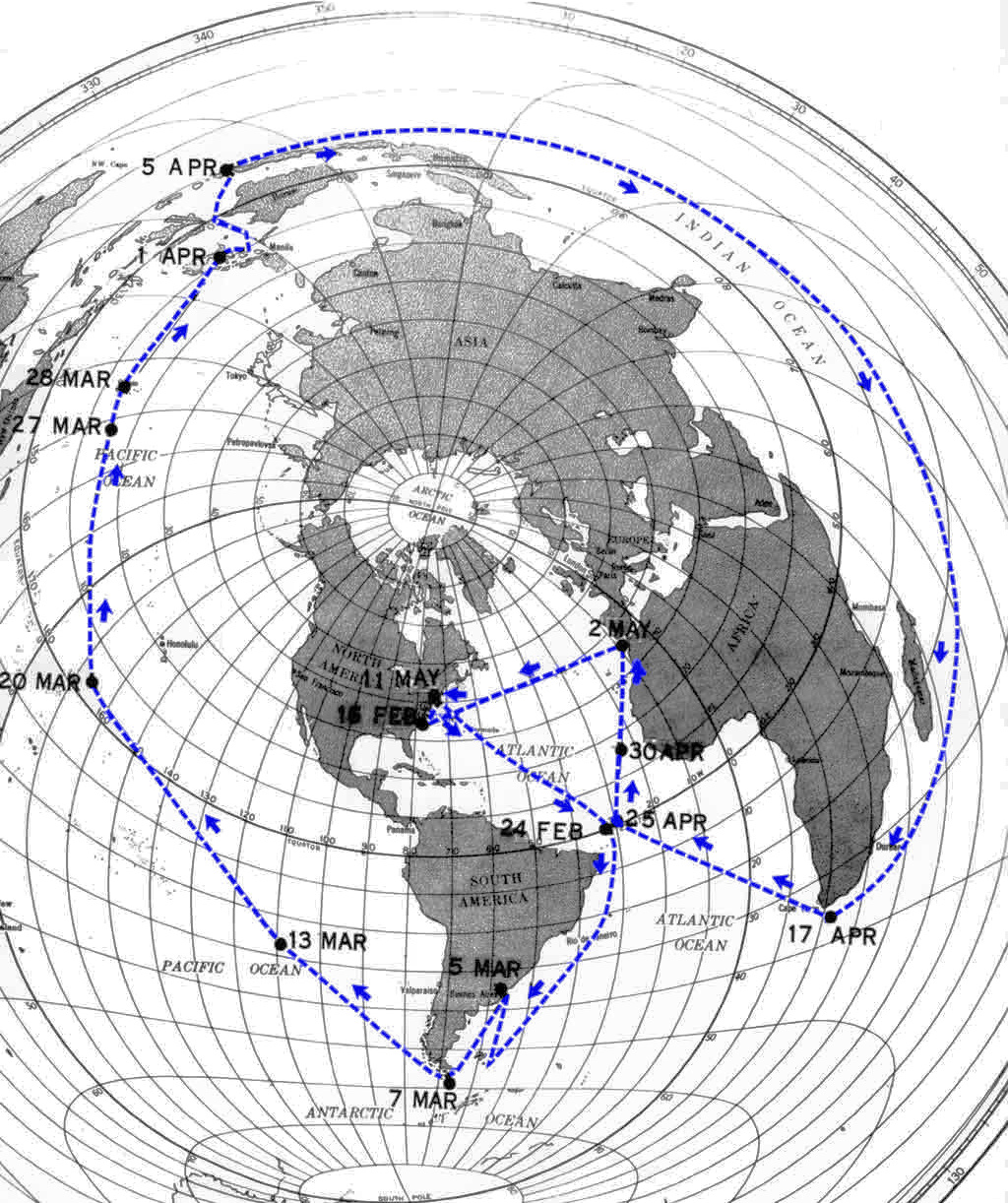
Маршрут кругосветного плавания «Тритона»

Во время своего испытательного плавания «Тритон» впервые в мире совершил подводное кругосветное путешествие. Плавание проходило по маршруту первого кругосветного плавания Фернандо Магеллана.
«Тритон» вышел в Северную Атлантику 15 февраля 1960 года. 24 февраля он прибыл к скалам
св. Петра и Павла, откуда началось историческое плавание. Оставаясь в подводном положении с момента выхода из базы, «Тритон» направился к мысу Горн, обогнул оконечность Южной Америки и пересёк Тихий океан. Миновав Филиппины и Индонезию, лодка пересекла Индийский океан, обогнула мыс Доброй Надежды и 10 апреля, спустя 60 дней и 21 час вернулась в начальную точку путешествия. За всё это время лодка всплыла всего один раз, 6 марта, чтобы передать заболевшего матроса на крейсер «Мэкон» недалеко от Монтевидео (Уругвай). 10 мая «Тритон» вернулся в Гротон (шт. Коннектикут).
С политической точки зрения кругосветное плавание «Тритона» повысило международный престиж США. С военной точки зрения оно продемонстрировало огромную автономность и высокую подводную скорость атомных подводных лодок первого поколения. Во время плавания подводная лодка занималась сбором океанографических данных. За это плавание лодка была удостоена благодарности президента, а Эдвард Бич получил из рук Дуайта Эйзенхауэра орден «Легион Почёта»
В своём дневнике командир «Тритона» также отметил огромные перспективы этого плавания:
В море находится ключ к спасению человечества и его цивилизации. Чтобы люди лучше это поняли, мы повторили путь Магеллана под водой. Честь сделать это выпала «Тритону», однако плавание стало достижением всей нации; потому что промышленная мощь, породившая лодку; гении, сконструировавшие её; тысячи и сотни тысяч, строившие её, каждый в своей профессии в разных концах страны; построившие её надёжной, мощной, уверенной в своих силах — это всё Америка. «Тритон» один из кораблей её флота с гордостью и уважением посвящает своё плавание народу Соединённых ШтатовОригинальный текст (англ.)The sea may yet hold the key to the salvation of man and his civilization. That the world may better understand this, the Navy directed a submerged retrace of Ferdinand Magellan’s historic circumnavigation. The honor of doing it fell to the Triton, but it has been a national accomplishment; for the sinews and the power which make up our ship, the genius which designed her, the thousands and hundreds of thousands who labored, each at his own metier, in all parts of the country, to build her safe, strong, self-reliant, are America. Triton, a unit of their Navy, pridefully and respectfully dedicates this voyage to the people of the United States.

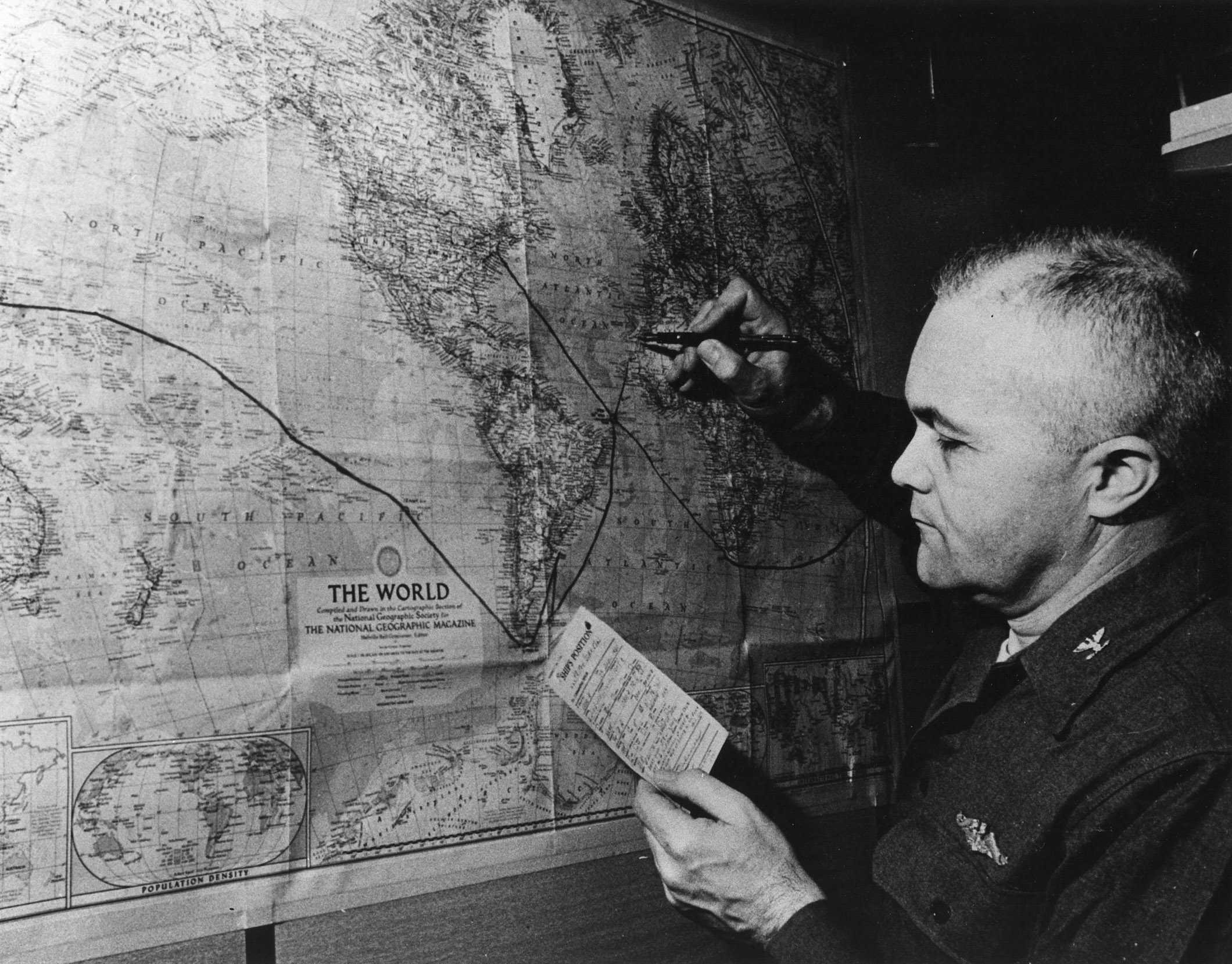
Эдвард Бич прокладывает маршрут «Тритона»

Известный историк Берн Дибнер отметил важность операции «Sandblast» в историческом контексте:
Эпохальное достижение Магеллана было великолепно продолжено «Тритоном» в 1960 году. Как и путешествие Магеллана, путешествие «Тритона» создало новую философскую концепцию. Оно показало, что люди месяцами могут жить и работать в глубине океана. Было показано, что новые источники энергии позволяют 8000-тонному кораблю без дозаправки совершить кругосветное путешествие. Было также продемонстрировано, что искусство наблюдения, навигации, связи и управления доведено до таких пределов, что путешествие под водой возможно с большой точностью.Оригинальный текст (англ.)The epochal achievement of the fleet of Magellan in circumnavigating the globe was echoed in the magnificent accomplishment by the nuclear submarine Triton in 1960. Like the voyage of Magellan, that of the Triton created stirring philosophical concepts. It demonstrated that a company of men could live and work in the depth of the ocean for months at a time. It was shown that through the new technology a source of power had been made in such abundance and so manageable that, without refueling, an 8000-ton vehicle would be driven through the water around the world. It was also shown that the arts of observation, navigation, communication and control had reached the point where travel under the water was possible with pinpoint accuracy.
За время кругосветного путешествия с 24 февраля по 25 апреля 1960 года лодка прошла 26 723 морских мили за 60 дней и 21 час со средней скоростью 18 узлов и четырежды пересекла экватор. Полный путь, проделанный «Тритоном» за 84 дня и 19 часов испытательного плавания составил 36 335,1 морских миль, из которых 83 дня 9 часов и 35 979,1 миль лодка находилась под водой
Газета «Нью-Йорк Таймс» описала кругосветное плавание «Тритона» как «триумф человеческой доблести и технического опыта, подвиг, который можно расценить как ещё одну яркую победу США в завоевании моря».

### Первое выдвижение

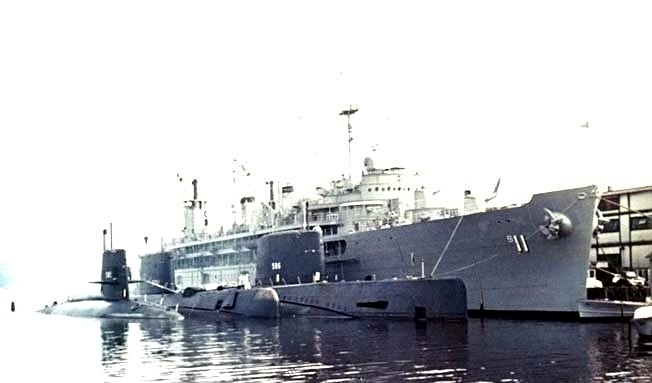
«Скипджек», «Наутилус» и «Тритон» в Нью-Лондоне (1962)

Предполагалось, что после ремонта, последовавшего за испытательным плаванием, «Тритон» в августе 1960 года начнёт выполнять свои функции корабля радиолокационного дозора. Он был выдвинут в воды Северной Европы в состав Второго флота, чтобы участвовать в учениях НАТО, направленных на обнаружение и перехват советских бомбардировщиков над Арктикой.
«Тритон» также участвовал в манёврах НАТО против британского авианосного соединения (R09 «Ark Royal», R12 «Hermes») во главе с контр-адмиралом
Чарлзом Мэдденом. В конце первого выдвижения «Тритон» 2—9 октября 1960 года совершил дружеский визит в Бремерхафен (ФРГ), первый визит атомного корабля в европейский порт, во время которого на корабле побывали 8000 посетителей.
В первой половине 1961 года «Тритон» осуществлял патрулирование и тренировки в составе Атлантического флота, включая тестирование аппаратуры в морских условиях в целях разработки перспективного ядерного реактора S5G с естественной циркуляцией
«Тритон» также осуществлял наблюдение за испытанием советской 50-мегатонной бомбы на Новой Земле в конце октября 1961 года.
В этот период возрастающая угроза со стороны советских подводных сил увеличила необходимость в ядерных противолодочных подлодках. С появлением палубного самолёта ДРЛО WF-2 Tracer, необходимость в использовании установленного на «Тритоне» радара AN/SPS-26 отпала, а разработка специальной модификации этого радара для подводных лодок (AN/BPS-1) была прекращена в 1960 году. После досрочного завершения программы строительства подводных лодок радиолокационного дозора, «Тритон» 1 марта 1961 года был реклассифицирован в многоцелевую подлодку SSN-586.

### Реконструкция и конверсия
В июне 1962 года «Тритон» прибыл на военно-морскую верфь Портсмута для конверсии в многоцелевую подводную лодку. Экипаж лодки был сокращён со 172 до 159 человек. С сентября 1962 по январь 1964 года лодка прошла в Гротоне модернизацию, которая включала перезагрузку ядерного топлива и превращение лодки во флагманский корабль подводных сил Атлантического флота. Поскольку флот отказался от планов использовать «Тритон» в первоначальной функции, радар SPS-26 был заменён на двухкоординатный обзорный радар AN/BPS-2, который позволял лодке выполнять функции управления авиаударами.
Поскольку в дальнейшем «Тритон» служил в качестве флагмана подводных сил Атлантического флота, в литературе было много спекуляций на тему, являлся ли «Тритон» частью программы NECPA (система морских командных пунктов на случай чрезвычайной ситуации). Целью программы было обеспечение президента США средствами управления морского базирования на случай войны. Официально плавучим командным пунктом президента был крейсер управления «Нортхемптон» и «Райт». «Тритон» обладал многими ценными качествами, которые превращали его в потенциальную платформу программы NECPA. Большие размеры лодки позволяли организовать дополнительные апартаменты для аппарата президента. Высокая скорость обеспечивала быстрое перемещение командного пункта, а атомная энергетическая установка — неограниченную дальность плавания и автономность. Боевой информационный центр обладал необходимыми средствами управления, включая радиобуй, обеспечивавший радиосвязь в подводном положении. В подводном положении лодка обладала лучшей защитой от средств массового поражения по сравнению с надводными кораблями и воздушными командными центрами. Тем не менее, участие «Тритона» в программе NECPA до сих пор неясно.

### Дальнейшая служба

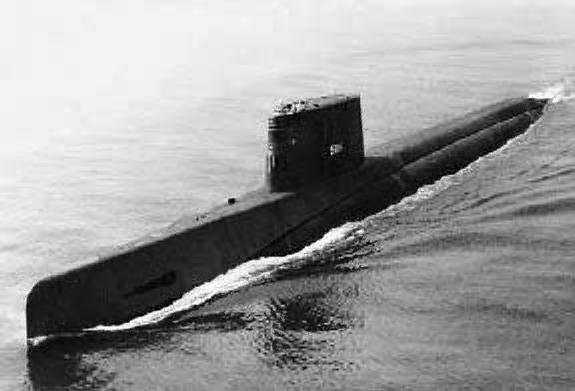
«Тритон» после конверсии, ок. 1964

В марте 1964 года, после завершения конверсии, портом базирования «Тритона» был определён Норфолк. 13 апреля 1964 года он стал флагманом командующего подводными силами Атлантического флота (COMSUBLANT). В январе 1965 года «Тритон» спас пилота и пассажиров чартерного рейса, потерпевшего аварию у берегов Сен-Круа (Виргинские острова).. 1 июня 1967 года новым флагманом COMSUBLANT
стала подводная лодка «Рей» типа «Стёджен», а «Тритон» 13 июня был переведён в Нью-Лондон (шт. Коннектикут).

### Командиры корабля
| Командир        | (англ.)              | Срок    | Срок    |
| --------------- | -------------------- | ------- | ------- |
| Эдвард Бич, мл. | Edward L. Beach, Jr. | 11.1959 | 07.1961 |
| Джордж Морин    | George Morin         | 07.1961 | 09.1964 |
| Роберт Ролинз   | Robert Rawlins       | 09.1964 | 11.1966 |
| Фрэнк Водворт   | Frank Wadsworth      | 11.1966 | 05.1969 |

## Выход из состава флота и дальнейшая судьба

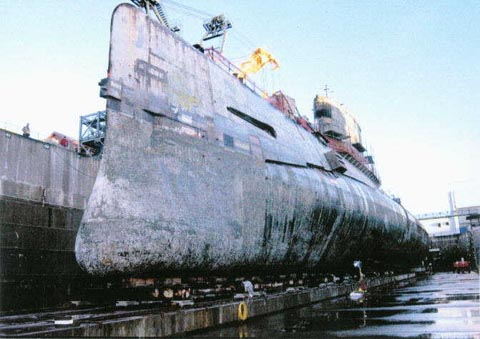
«Тритон» в сухом доке верфи Puget Sound, ноябрь 2007

Из-за сокращения военных расходов и высокой стоимости эксплуатации двухреакторной энергетической установки, модернизация лодки, назначенная на 1967 год, была отменена, и «Тритон» вместе с 60 другими кораблями был предназначен к списанию. Несмотря на то, что реакторы «Тритона» (как и других атомных лодок США) были рассчитаны на перезагрузку с баз подводных лодок, из-за сложности перезагрузки циркониевых топливных элементов предыдущая перезагрузка реакторов была проведена на верфи во время реконструкции 1962—1964 годов. Несмотря на то, что новые топливные элементы были уже подготовлены, очередную перезагрузку реактора было решено отменить. По широко распространённой версии, средства на перезагрузку реактора «Тритона» были потрачены на ремонт авианосца «Форрестол», в 1967 году выведенного из строя пожаром.
С октября 1968 года по май 1969 года лодка прошла процедуру консервации и 3 мая 1969 года была выведена из состава форта. «Тритон» стал первой списанной атомной лодкой США и второй в мире после советской лодки К-27 проекта 645 ЖМТ, списанной в 1968 году.
6 мая 1969 года «Тритон» на буксире прибыл в Нью-Лондон, затем отбыл в Норфолк, где вошёл в состав резервного флота. До 1993 года он находился в Норфолке и на расположенной поблизости верфи Norfolk Naval Shipyard в
Портсмуте (шт. Вирджиния). 30 апреля 1986 года он был вычеркнут из
Военно-морского регистра США. В августе 1993 года корпуса «Тритона» и «Рей» были доставлены буксиром
«Болстер» на верфь Puget Sound в Бремертоне (шт. Вашингтон). 3 сентября 1993 года «Тритон» был поставлен в очередь на утилизацию в рамках программы
Nuclear Powered Ship and Submarine Recycling Program (SRP). 1 октября 2007 года «Тритон» встал в док верфи Puget Sound для утилизации. Длительная задержка была вызвана сложностью двухреакторной установки. Утилизация была завершена 30 ноября 2009 года.

## Наследие
Значение «Тритона» выходит далеко за рамки чисто военных задач. На нём были испытан новый тип ядерного реактора, который проложил путь подводным линкорам будущего
— Хайман Риковер (1959)

### Памятный знак «Тритона»

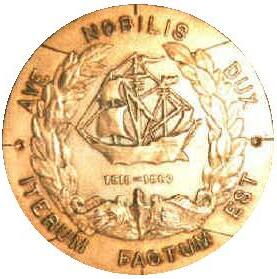
Памятный знак «Тритона»

За 8 дней до начала кругосветного плавания «Тритона», командир лодки Эдвард Бич отдал приказ командиру вспомогательного дивизиона лейтенанту Тому Тамму (Lt. Tom B. Thamm) создать памятный знак в честь плавания «Тритона», а также в честь первого кругосветного плавания португальского мореплавателя Фернана Магеллана. Знак представлял собой латунный диск диаметром около 58 см с изображением каравеллы Магеллана «Тринидад» вверху, эмблемой подводного флота внизу и датами 1519—1960 между ними в обрамлении лаврового венка. Вокруг лаврового венка изображён девиз AVE NOBILIS DUX, ITERUM FACTUM EST (с лат. — «Приветствуем, благородный капитан, мы повторили твой путь»). Изготовление памятного знака курировал командир 10-го эскадрона подводных лодок контр-адмирал Генри (Commodore Henry). Деревянную модель вырезал отставной старшина электриков Эрнст Бенсон (Chief Electrician’s Mate Ernest L. Benson) из Нью-Лондона. Глиняная форма для отливки была сделана фирмой Mystic Foundry.
20 мая 1960 года, во время завершающего этапа своего кругосветного плавания, «Тритон» встретился в море с эсминцем
«Джон Викс» близ испанского порта Кадис, отправного пункта плавания Магеллана. С борта эсминца на «Тритон» был передан готовый знак. Он был доставлен в США, а затем подарен испанскому правительству послом США в Испании
Джоном Лоджем. Копии знака хранятся в мэрии испанского города Санлукар-де-Баррамеда, морском музее
Mystic Seaport Museumв г.
Мистик, в
Военно-морском историческом центре в Вашингтоне и двух учреждениях в Гротоне (шт. Коннектикут):
Школе подводников и
Библиотеке и музее подводного флота США. На стене мэрии Санлукар-де-Баррамеда рядом с памятным знаком размещена также мраморная доска в честь кругосветного плавания «Тритона».

### Мемориалы «Тритона»
На волноломе

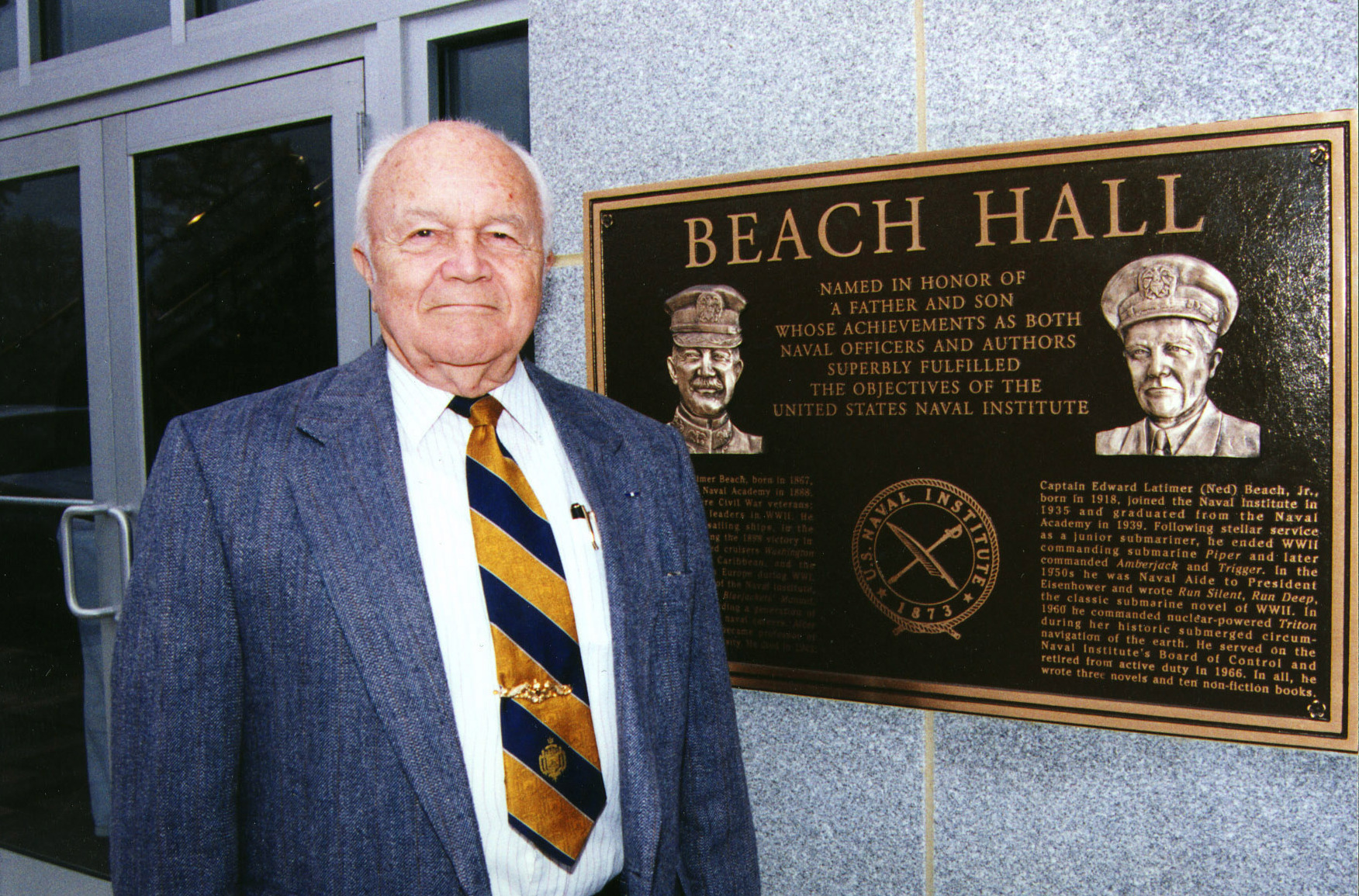
Капитан 1 ранга Эдвард Бич на открытии Бич-Холла (1999)

Военно-морской академии США в Аннаполисе (штат Мэриленд) в месте впадения реки Северн и протока Спа-Крик в бухту Аннаполис установлен маяк Тритон-Лайт. Он был построен на средства Академии и был назван в честь греческого бога выпускниками 1945 года. Команда «Тритона» доставила образцы воды из 22 морей, по которым проходило кругосветное плавание. Этой водой заполнен глобус, находящийся на маяке. Символическое значение глобуса объяснено в находящейся рядом мемориальной доске
Бич-Холл — новая штаб-квартира
Военно-морского института США, официально открытая 21 апреля 1999 года. Здание было названо в честь капитана 1 ранга
Эдварда Бича старшего, который служил хранителем фондов Института и его сына, Эдварда Бича младшего, командовавшего «Тритоном» во время кругосветного плавания. Штурвал из рубки «Тритона» экспонируется в вестибюле здания
В 2003 году «Тритон» вошёл в Зал славы подводного флота (Submarine Hall of Fame), куда был номинирован Организацией ветеранов подводного флота США (United States Submarine Veterans Inc., USSVI). Витрина с реликвиями «Тритона» находится в аудитории Алькорн Рэмэдж-Холла (Alcorn Auditorium of Ramage Hall), расположенной в Учебном подводном центре ВМС США в Норфолке
25 июня 2004 года в честь «Тритона» названа казарма учебного командования ВМС США (U.S. Navy’s Recruit Training Command) в
Грейт-Лейкс близ Норт-Чикаго (North Chicago, шт. Иллинойс). Здания посвящены двум подводным лодкам с именем «Тритон» и содержат реликвии с обеих лодок. Тритон-Холл (Triton Hall) — четвёртая казарма, построенная по проекту рекапитализации RTC, площадь её помещений составляет 16 000 м.² Здание рассчитано на 1056 рекрутов и содержит спальни, классные комнаты, учебные центры, камбуз, квартердек и современную систему кондиционирования воздуха.
На берегу реки Колумбия в штате Вашингтон планируется открытие мемориального парка, посвящённого «Тритону». Мемориал располагается близ порта в конце бульвара Бентон (Benton Boulevard) в северной части района Ричланд. Именно здесь происходит выгрузка с баржи ядерных реакторов списанных подводных лодок для отправки их по суше в ядерный могильник Хэнфорд
В парке будет установлена
надстройка «Тритона» с информационными материалами по истории лодки. Парк будет также служить туристским аттракционом благодаря своей близости к Хэнфорду, где хранятся списанный реакторы американских подводных лодок и надводных кораблей. Надстройку планируется разрезать на части для транспортировки и снова собрать на месте установки. Начало земляных работ планировалось на 3 апреля 2008 года, торжественная церемония начала строительства — на 19 августа 2008 года, а начало строительных работ — на конец 2009 года. 23 октября 2009 года надстройка «Тритона» была установлена на бетонном основании. В середине декабря 2009 года была закончена сборка надстройки. 11 августа 2010 года в Порт-Бентоне состоялась церемония открытия памятника, на которой было объявлено о начале финансирования первого этапа строительства парка (электрическое освещение и бетонное ограждение вокруг памятника). Второй этап строительства предусматривает ландшафтные работы, третий — строительство автостоянки. Парк станет частью туристического маршрута, посвящённого вкладу штата Вашингтон в ядерную программу США

### «Тритон» в популярной культуре
«Тритон» вскользь упоминается в трёх популярных романах времён Холодной войны.
В романе 1968 года «Последний сигнал бедствия» Кейта Уилера (Keith Wheeler, «The Last Mayday»), «Тритон» упоминается как одна из подводных лодок, принимавших участие в учениях, описанных в начале книги. Особо отмечается её огромная прямоугольная надстройка.
В романе 1978 года «Cold is the Sea» (рус. букв. море холодно) Эдварда Бича (второй сиквел его бестселлера 1955 года «Run Silent, Run Deep»), «Тритон» упоминается несколько раз. Возможности подлёдной буксировки, которыми по роману обладает «Тритон», являются ключевым моментом сюжета.
Наконец, в «Охоте за „Красным Октябрём“» Тома Клэнси, в биографических отступлениях о Марко Рамиусе упоминается, что будучи командиром подлодки типа «Чарли», он в течение 12 часов преследовал «Тритон» в Норвежском море. В дальнейшем Рамиус с удовлетворением замечает, что «Тритон» вскоре был списан, так как эта громоздкая лодка оказалась неспособной противостоять новым советским подлодкам.
Два фильма этого периода, «Путешествие на дно моря» и «Вокруг света под водой», в художественной форме описывают подробности операции «Sandblast».
В эпизоде «Mutiny» (Мятеж) телевизионного сериала «Путешествие на дно моря» (11 января 1965 года), на атомной подлодке «Нептун», которая находилась в испытательном плавании под наблюдением адмирала Гарримана Нельсона в исполнении Ричарда Бейсхарта, начался перегрев подшипников левого винта. Адмирал Нельсон отдал тот же самый приказ, что и адмирал Риковер во время испытаний «Тритона» — орошать корпус подшипника забортной водой.
В комедийном альбоме The Button-Down Mind of Bob Newhart есть скетч под названием «The Cruise of the U.S.S. Codfish», который представляет собой монолог, включающий речь командира перед командой атомной подлодки после завершения двухлетнего подводного кругосветного путешествия. В интервью 2006 года Боб Ньюхарт заметил:
You know, I think the Triton kind of, I think was a spur for that routine as I think back. Because I then imagined what a trip like that would have been like with a totally incompetent commander, and the cruise of the USS Codfish was the final result.
Ну, знаете, я представлял себе что-то типа «Тритона». Я представил себе, что бы получилось, если бы при подготовке путешествия была большая спешка, а лодкой командовал совершенно некомпетентный командир. Так появился монолог о путешествии подводной лодки «Codfish».
Утверждают, что Эдвард Бич передал «The Cruise of the U.S.S. Codfish» по громкой связи во время первого выдвижения «Тритона» в конце 1960 года.
Антигуа и Барбуда в 1960 году выпустили памятную марку, посвящённую кругосветному плаванию «Тритона»
Именем «Тритон» назван один из подводных аппаратов, участвующих в аттракционе «Путешествие на подводной лодке», который действовал в Диснейленде с 1959 по 1998 года

### 50-летие операции «Sandblast»

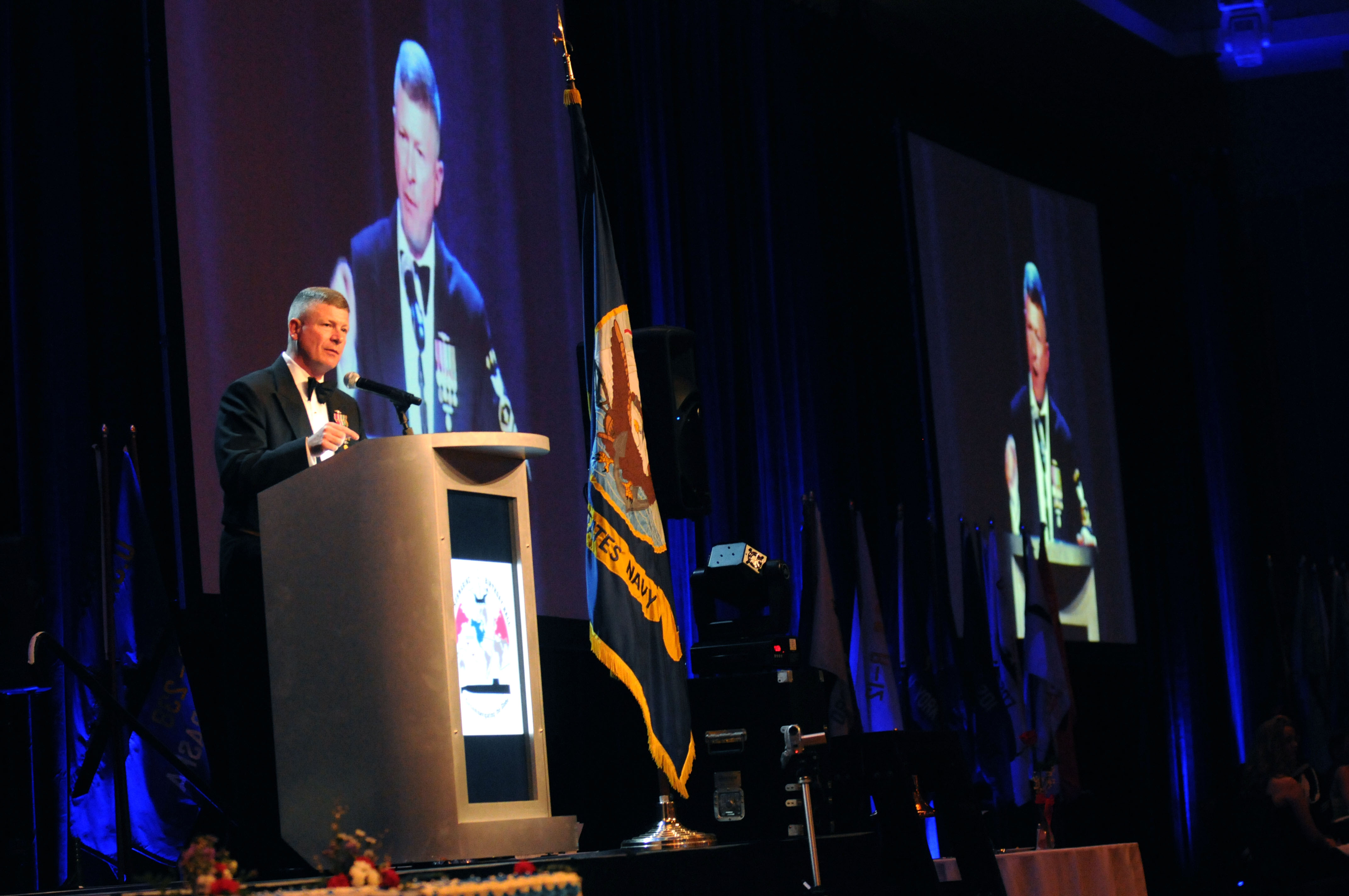
110th Submarine Ball (10 April 2010)

50-летие кругосветного плавания «Тритона» отмечалось 10 апреля 2010 года на 110-м ежегодном балу в честь подводного флота (Submarine Birthday Ball), который проходил в казино Foxwoods Resort в индейской резервации Машантакет (шт. Коннектикут). С вступительной речью перед 2200 присутствующими выступил главный старшина ВМС США Рик Уэст.
Библиотека и музей подводного флота ВМС 10—12 и 14—18 апреля 2010 года спонсировал дополнительные мероприятия США под названием «9000 лье под водой» («9,000 Leagues Under the Sea».
9 апреля 2010 года отставной адмирал Генри Чилес, служивший на «Тритоне» в 1963—1966 годах, выступил с речью перед выпускниками Школы подводников базы подводных лодок Нью-Лондон в Гротоне (шт. Коннектикут). Выпускной класс был назван в честь «Тритона», каждый выпускник получил сертификат об окончании курсов и памятную медаль в честь 50-летия кругосветного плавания.
Стипендиальный фонд «Дельфин» использовал 50-летие операции «Sandblast» для продвижения кампании по сбору средств под названием «Гонка вокруг света» («Race Around the World»). Фонд спонсирует обучение детей подводников в колледжах США.
Бывшие члены команды «Тритона» на встрече 2010 года получили в качестве памятных сувениров небольшие фрагменты прочного корпуса подводной лодки.
К 50-летию операции «Sandblast» писатель-историк Карл Лаво (Carl LaVO) опубликовал статью «Невероятное путешествие» («Incredible Voyage») для июньского номера журнала «Naval History». Журнал «Подводное обозрение» («The Submarine Review», официальное издание Лиги подводников, Naval Submarine League) перепечатал свой номер за апрель 1960 года со статьёй Джона Бича (John Beach) «Первое кругосветное плавание под водой». Автор является племянником капитана 1 ранга Эдварда Бича, командира «Тритона» во время кругосветного плавания.
Издательством Naval Institute Press в 2010 году была выпущена книга Эдварда Финча «Под волнами» (Dr. Edward F. Finch, «Beneath the Waves»), в которой помещена подробная биография командира лодки и детальное описание кругосветного путешествия.
Наследие операции «Sandblast» прекрасно выразил участвовавший в кругосветном плавании «Тритона» капитан 1 ранга в отставке Джеймс Хей (Captain James C. Hay) в редакторской колонке апрельского номера «The Submarine Review» 1960 года:
It is truly a cruise which tested the crew’s mettle and proved the skipper’s tenacity. More than that, however, it again proved to all who cared to listen that the US Navy could go anywhere, at anytime, and do what ever was required. It’s a good sea story about doing what had to be done. On the fiftieth anniversary of the First Submerged Circumnavigation it’s a good thing to do to re-read about one of the forerunners of all we’re done since.
Это было плавание, которое показало отвагу команды и твёрдость воли командира. Оно в очередной раз показало всем, что флот США придёт куда угодно, когда угодно и сделает всё, что от него требуется. Это хорошая морская история о людях, которые делают то, что должно быть сделано. Это прекрасная идея — 50-летнюю годовщину первого подводного кругосветного плавания ещё раз вспомнить о первопроходцах